# ¿Por qué lloran mis amigas?
¿Por qué lloran mis amigas? es una película cubana dirigida por Magda González Grau con guion de Hannah Imbert Morell. Fue producida en 2017 estrenada en enero de 2018. Se trata de una coproducción de RTV Comercial, el Instituto Cubano del Arte e Industria Cinematográficos (ICAIC) y la Televisión Cubana. Es uno de los pocos largometrajes de ficción dirigidos por mujeres en Cuba.

## Sinopsis
Cuatro amigas, Gloria(Luisa María Jiménez), Yara (Yazmín Gómez), Irene (Amarilys Núñez) y Carmen (Edith Massola) se encuentran tras dos décadas sin verse. En la reflexión sobre sus vidas se plantean los retos de futuro que están dispuestas a afrontar juntas. La película plantea la sororidad entre mujeres y expone los desafíos de las mujeres en la sociedad cubana actual. También aborda la diversidad de criterios y de orientación sexual.

## Reparto
- Luisa María Jiménez (Gloria)
- Edith Masola (Carmen)
- Yazmin Gómez(Yara)
- Amarilis Núñez (Irene)
- Patricio Wood (Eduardo)
- Paula Alí
- Ariadna Álvarez
- Néstor Enrique Jiménez
- Roque  Moreno (Ramón)

## Ficha técnica
- Dirección: Magda González Grau
- Producción: Hannah Imbert Morell
- Fotografía: Roberto Otero
- Edición Celia Suárez
- Diseño de sonido: Osmany Olivare
- Dirección de arte:  Tomás Piard
- Música Original: Rosa Galbán y Juan Antonio Leyva
- Año de producción: 2017
- Duración: 80 minutos
- Género: Ficción
- País de producción: Cuba / ICAIC - RTV

## Las protagonistas
Estrenada en enero de 2018 la película se centra en cuatro personajes femeninos: Luisa María Jiménez interpreta el personaje de Gloria una mujer frustrada porque su esposo la ha abandonado. Es muy conservadora, religiosa, llena de ataduras familiares e impuestas por ella ha señalado la actriz. Amarilis Núñez  interpreta a una mujer lesbiana «Esta muchacha a quien interpreto sabía que no era feliz, pero sentía la necesidad de encajar en la sociedad. No se permitía ser diferente. Hasta que un día decidió cambiar y buscar la felicidad a toda costa”. Yasmín Gómez ha explicado que su personaje «va de la creencia, la fe, la esperanza, de no dejarse caer. Trabajé, entonces, sobre la base del respeto a esas personas que creen que este país puede salir adelante aunque muchos piensen que es una utopía. La sinceridad en lo que uno cree merece el respeto de los demás». 

## Otras informaciones
La ópera prima de Magda González Grau transcurre en una sola ubicación interior, saliendo de la misma solo para mostrar  algunos flash back a la época estudiantil.

## Premios
- Premio Caracol 2018
- Mención Especial del premio otorgado por la Asociación Cubana del Audiovisual, en el Festival Internacional de Cine de La Habana.[5]